# Улица Шамиля Усманова (Казань)
Улица Шамиля Усманова — улица расположенная в Московском районе города Казани.

## Расположение
Улица пролегает с востока на запад Московского района Казани от пересечения с улицами Декабристов и Волгоградская до пересечения с улицей Кулахметова.
Улица Ш. Усманова пересекает улицы:
- Энергетиков
- Восход
- Серова

## История
Улица возникла до революции как часть Удельной стройки, самое раннее известное строение (ныне снесённый частный дом 5-Союзная 33/10-Союзная, 5) датируется 1897 годом. Первое известное название — 6-я Удельная улица. В 1927 году переименована в 5-ю Союзную улицу. Современное название с 8 января 1964 года.

## Общественный транспорт
По самой улице Ш. Усманова общественный транспорт не ходит, однако по пересекающей её улице Восход проложено несколько маршрутов автобуса, а с октября 2010 года по пересекающей ул. Ш. Усманова улице Энергетиков стали ходить трамвай 9-го маршрута и трамвай 13-го маршрута, ныне под номерами 1 и 6.
В первой половине 1970-х по улицам Восход и Шамиля Усманова предполагалось провести троллейбусную линию.

## Объекты, расположенные на улице
- № 1 — Московский рынок.

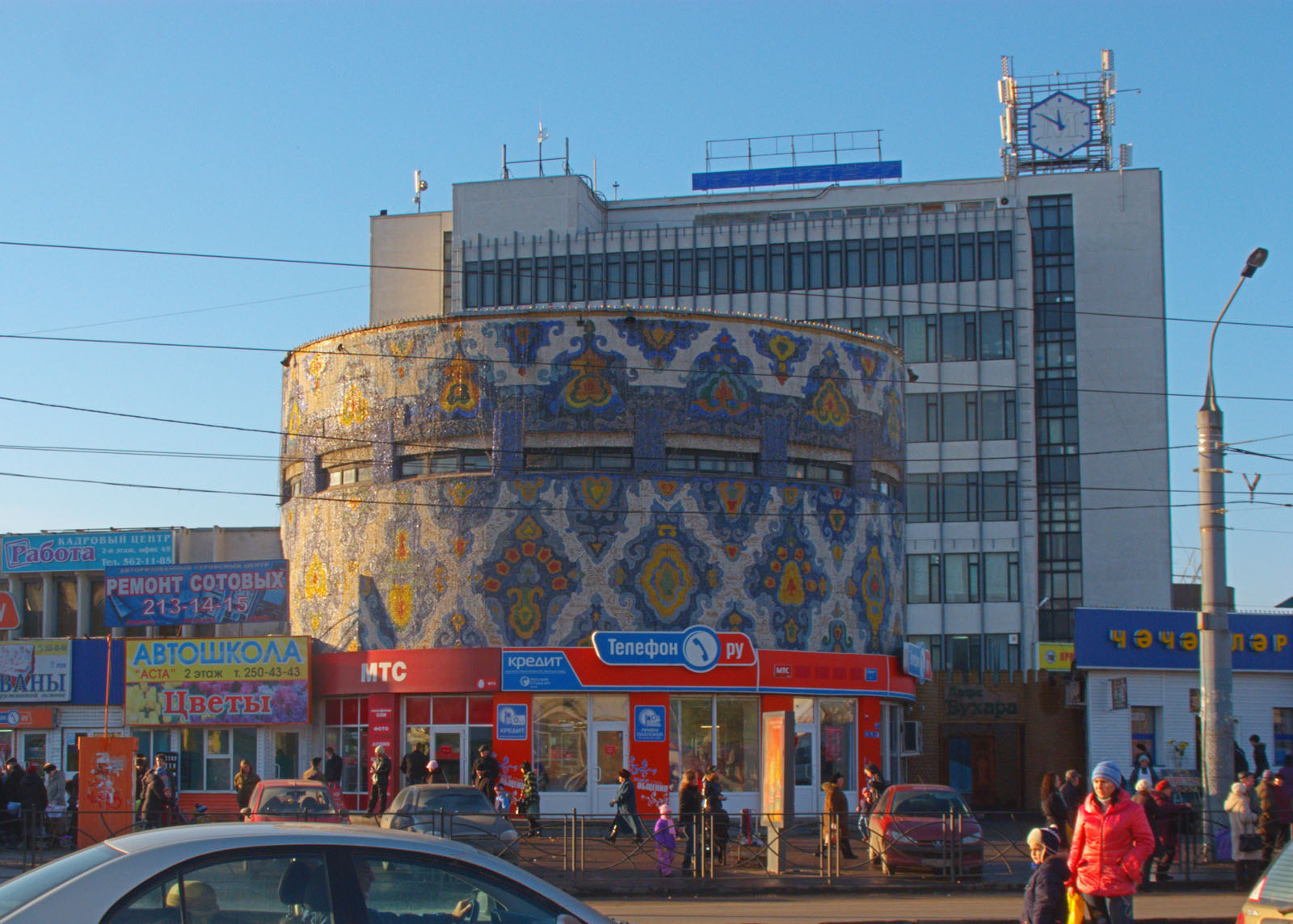
Московский рынок Казани

- № 2/3 — бывшее общежитие управления строительства «Теплоэнергострой-2».[8]
- № 5 — жилой дом льнокомбината[тат.].[9]
- № 9 — здание телерадиокомпании «Новый век».
- № 11 — татарская гимназия № 2 им. Ш. Марджани.
- № 11а, 11б, 11в — жилые дома Казанского отделения ГЖД.[10][11]
- № 11 к2 — лицей-интернат № 2.
- № 13, 13а, 15, 15а — жилые дома завода оргсинтеза.[12]
- № 17 — жилой дом химзавода им. Куйбышева.[13]
- № 20 — жилой дом треста № 1 крупнопанельного домостроения.[14]
- № 21 — жилой дом предприятия п/я 735 (КМПО).[13]
- № 23 — жилой дом предприятия п/я 747 (КАПО).[13]
- № 25 — жилой дом предприятия п/я 296.[13]
- № 25а — бывшее общежитие Казанского завода органического синтеза.[15]
- № 25б — школа № 65.[16]
- № 27а — детский сад № 314.[17]
- № 29 — жилой дом предприятия п/я 747 (КАПО).[13]
- № 30 — гимназия № 102.[18]
- № 37 — жилой дом химзавода им. Куйбышева.[19]
- № 37а — детский сад № 222 (бывший производственного объединения «Тасма»).[20]

## Возникновение наименования
Улица названа в честь Шамиля Усманова (26.12.1898 — 03.12.1937) — писателя, партийного и военного деятеля периода становления Советской власти.